# Dimos Palaio Faliro
Dimos Palaio Faliro (Palaio Faliro) är en kommun i Grekland.   Den ligger i prefekturen Nomarchía Athínas och regionen Attika, i den sydöstra delen av landet, 6 km söder om huvudstaden Aten. Antalet invånare är 64 021.